# Девід Отті
Девід Отті (англ. David Otti, нар. 1940, Гулу — пом. 3 березня 2011) — угандійський футболіст, який грав на позиції захисника. Відомий за виступами у складі клубів «Бітумастік» та «Коффі Юнайтед», та в складі національної збірної Уганди. По завершенні виступів на футбольних полях — угандійський футбольний тренер.

## Біографія
Девід Отті на клубному рівні грав у 60-х роках ХХ століття в угандійських клубах «Бітумастік» та «Коффі Юнайтед». З 1962 року грав у складі національної збірної Уганди, в її складі брав участь у Кубку африканських націй 1962 року та Кубка африканських націй 1968 року. З 1973 року розпочав тренерську кар'єру, спочатку був одним із тренерів збірної Уганди, а в 1975—1976 роках очолював національну збірну, в тому числі на Кубка африканських націй 1976 року. Пізніше Отті працював у Кенії, де спочатку очолював клуб «Волкано Юнайтед», а в 1981—1983 роках клуб «Гор Магія». У 1987—1990 роках угандійський тренер очолював сомалійський клуб «Могадішо Сіті». Після повернення на батьківщину Отті тренував угандійські клуби «Кампала Сіті Каунсіл», «Вілла» й «Експресс». У 1995—1996 роках колишній угандійський збірник тренував руандійський клуб АПР. В останні роки життя Девід Отті працював генеральним секретарем Національної ради спорту.
Помер Девід Отті 3 березня 2011 року в Кампалі.